# 石匙

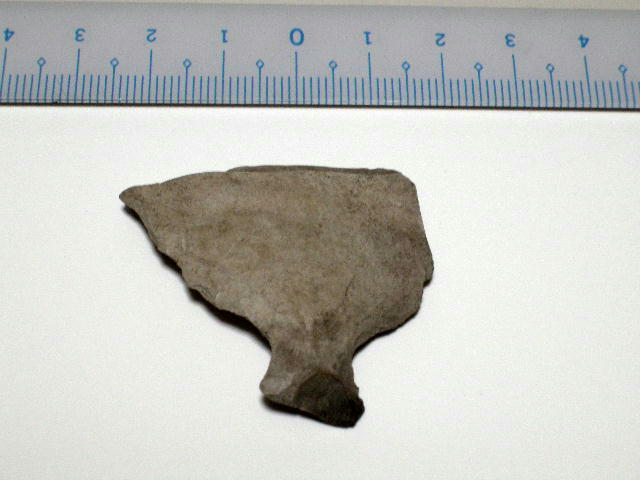
写真は横型の石匙であるが、縦に長い縦型の石匙もある。

石匙（いしさじ/せきひ）とは、黒曜石や頁岩、チャートなどで作った打製石器の一種。原石を打ち欠いてできた剥片（かけら）より製作した剥片石器。

## 概要
剥片の両端が打ち砕かれ、つまみ状の突出部が作られている。「匙（さじ）」の名称はその形状に由来し、江戸時代の考古・金石学研究において木内石亭が「天狗の飯匕（めしかい）」の俗称を紹介したことに始まっている。明治時代に神田孝平が「石匙」の呼称を用い、中谷治宇二郎が体系的な研究を行う。しかし、スプーンとして用いられたものではないことは明らかであり、一部に「石匙」の呼称を変更すべきとの意見もある。
縄文時代から弥生時代にかけて見られ、縄文草創期に出現し、早期には普及する。地域的には東北地方に偏在し、朝鮮半島南部からも出土する。用途は使用痕の観察から動物の皮や肉、角や骨など動物質の加工や、木や蔦など植物質の加工など、一種の携帯万能ナイフとして用いたと考えられている。突出部に紐や天然アスファルトが付着して出土したという例や、石匙を身につけたまま埋葬されたという例もあることから、紐を巻きつけて首にかけたり腰にまいたりして持ちはこんだと考えられており、上野佳也は個人所有を明確にしていたと位置づけている。
突出部（つまみ）からみて刃が縦に両側または片側に付いたもの（縦型）と突出部と直角に付けられたもの（横型）、及び両者の中間型などがある。時期的には縦型の方が早く現れて東北地方から北海道にかけての縄文時代早期の遺跡から多く出土し、横型はまず西日本に現れ、前期初頭には関東地方に波及し、前期後半には東北地方北部から北海道西南部に達するが、中期以降になると縄文文化の全域にわたって横型が優勢を占めるようになる。石材は、東北地方では形質頁岩、関東・中部地方は珪岩・黒曜石、西日本においてはサヌカイトが多い。これらの違いは時間差や地域性を微妙に反映し、縄文文化の内容に多様性のあることを示す遺物の一つである。
エスキモーが動物の皮を剥いだ石器の形状は日本の石匙と酷似している。